# Edward Barcik
Edward Barcik (n. 31 mai 1950, Prusice⁠(d), Złotoryja County⁠(d), Voievodatul Silezia Inferioară, Polonia) este un ciclist de performanță ce a reprezentat Polonia, medaliat olimpic. A participat la o ediție a Jocurilor Olimpice (1972) în care a câștigat o medalie de argint.

## Participări
Lista de mai jos prezintă principalele competiții la care a participat Edward Barcik de-a lungul carierei.
- Olympische Sommerspiele 1972/Radsport – Mannschaftszeitfahren Straße (Männer)[*]